# La Paz
 Ovo je glavno značenje pojma La Paz. Za druga značenja pogledajte La Paz (razdvojba).
La Paz, Chuqi Yapu, punog nazova Nuestra Señora de La Paz (ajm. Chuquiyapu Marka ili Chuquiago) je glavni grad istoimene pokrajine i sjedište vlade Bolivije. Leži u dolini rijeke Rio de la Paz, na visini od 3658 m (ubraja se među najviše gradove na svijetu). Uz staru gradsku jezgru s kulturno-povijesnim spomenicima iz 16. i 18. stoljeća, izgrađene su moderne stambene, trgovačke i industrijske četvrti. Sveučilište Universidad Mayor de San Andres osnovano je 1548. Ističe se proizvodnja papira, tekstila, pokućstva, plastičnih masa, lijekova, prerada kože i duhana. Nedaleko La Paza nalaze se ruševine starog grada Tiahuanaco (na jezeru Titicaca) i ljetovališni centar Copacabana.
U gradu djeluje »Hrvatska zajednica La Paz«.